# Listă de actori israelieni
Aceasta este o listă de actori israelieni:

Cuprins: Început - 0–9 A B C D E F G H I J K L M N O P Q R S T U V W X Y Z

### A
- Hiam Abbass
- Yael Abecassis - Kadosh, Alila
- Alon Abutbul
- Gila Almagor  - The House on Chelouche Street
- Lior Ashkenazi
- Adi Ashkenazi
- David Avidan
- Mili Avital - Stargate
- Aki Avni

### B
- Orna Banai
- Yossi Banai
- Yehuda Barkan - Charlie Ve'hetzi, Hagiga B'Snuker
- Yael Bar Zohar
- Michal Bat-Adam
- Heinz Bernard
- Shmil Ben Ari

### C
- Asi Cohen - Yossi & Jagger
- Eddie Carmel

Rozina Cambos

### D
- Jason Danino-Holt
- Sapir Darmon
- Boaz Davidson
- Assi Dayan
- Raz Degan - Alexander

### E
- Arik Einstein - Lool, Metzitzim
- Anat Elimelech
- Ronit Elkabetz - Or (My Treasure)
- Mili Eshet

### F
- Amit Farkash
- Oded Fehr - The Mummy
- Rami Fortis
- Tal Friedman

### G
- Sasson Gabai
- Gal Gadot
- Uri Gavriel
- Miki Geva
- Gidi Gov
- Yael Grobglas

### H
- Tzachi Halevy
- Haya Harareet
- Tomer Heymann

### I
- Moshe Ivgi
- Dana Ivgy - Or (My Treasure)

### K
- Makram Khoury
- Avi Kornick

### L
- Sivan Levy - Ima'lle, Burning Mooki
- Daliah Lavi - Casino Royale
- Yehuda Levi - Yossi & Jagger

### M
- Aharon Meskin
- Maya Maron
- Hanna Maron
- Oded Menashe
- Juliano Mer-Khamis
- Keren Mor
- Moni Moshonov - Hatuna Meuheret
- Ido Mosseri
- Tal Mosseri

### N
- Zachi Noy

### O
- Shaike Ophir

### P
- Eyal Podell
- Natalie Portman - V for Vendetta

### R
- Shuli Rand – Ushpizin
- Michal Batsheva Rand – Ushpizin
- Lior Raz
- Ze'ev Revach - Charlie Ve'hetzi, Hagiga B'Snuker
- Agam Rodberg
- Sasha Roiz
- Hanna Rovina
- Agam Rodberg

### S
- Sirak M. Sabahat
- Jonathan Sagall
- Maya Shoef
- Yousef Sweid

### T
- Alona Tal
- Noa Tishby
- Chaim Topol - Fiddler on the Roof
- Tuvia Tzafir
- Yon Tumarkin

### V
- Yehonatan Vilozny
- Yedidya Vital

### Y
- Michal Yannai
- Eli Yatzpan

### Z
- Uri Zohar
- Ayelet Zorer (Ayelet July Zurer)
- Bat-Sheva Zeisler

## Vezi și
- Actori și actrițe de origine evreiască